# Kołki (gromada)
Kołki – dawna gromada, czyli najmniejsza jednostka podziału terytorialnego Polskiej Rzeczypospolitej Ludowej w latach 1954–1972.
Gromady, z gromadzkimi radami narodowymi (GRN) jako organami władzy najniższego stopnia na wsi, funkcjonowały od reformy reorganizującej administrację wiejską przeprowadzonej jesienią 1954 do momentu ich zniesienia z dniem 1 stycznia 1973, tym samym wypierając organizację gminną w latach 1954–1972.
Gromadę Kołki z siedzibą GRN w Kołkach utworzono – jako jedną z 8759 gromad na obszarze Polski – w powiecie choszczeńskim w woj. szczecińskim na mocy uchwały nr V/42/54 WRN w Szczecinie z dnia 5 października 1954. W skład jednostki weszły obszary dotychczasowych gromad Kołki i Brzeziny (bez miejscowości Tustanowice, Antonówka, Baranowo, Dołżyna i Zgorzel) ze zniesionej gminy Kołki w tymże powiecie. Dla gromady ustalono 11 członków gromadzkiej rady narodowej.
1 stycznia 1962 gromadę zniesiono, a jej obszar włączono do gromad Suliszewo (miejscowości Karpin, Karpinek, Gack, Brzeziny, Kołki i Krzowiec) i Zieleniewo (miejscowości Podlesie i Górki) w tymże powiecie.